# Matsudaira Hirotada
Matsudaira Hirotada (松平広忠, 9 de junho de 1526 — 3 de abril de 1549) foi um senhor do Castelo de Okazaki na província de Mikawa, Japão, durante o Período Sengoku da história do Japão. É conhecido por ter sido o pai de Tokugawa Ieyasu, fundador do Shogunato Tokugawa.